# Église Saint-Sébastien-et-Saint-Louis d'Héry
L'église Saint-Sébastien-et-Saint-Louis d'Héry est une église située sur la commune d'Héry, dans le département de l'Yonne, en France.

## Localisation
L'église est située au nord du bourg.

## Historique
L'édifice est inscrit au titre des monuments historiques par arrêté du 11 juin 1991.

## Description
L'église Saint-Sébastien-et-Saint-Louis, commencée par les moines de Saint-Germain au XIIIe siècle et construite du XIIIe siècle au XVIe siècle, comprend trois nefs à voûtes d'arête.

## Mobilier
Le mobilier remarquable, classé monument historique à titre d'objet, comprend :
quatre statues : 
Christ en croix (bois, XVIIIe siècle, inscrite le 12 décembre 1994) ;
Vierge à l'Enfant (pierre, polychrome, XVIIIe, inscrite le 12 décembre 1994) ;
Sainte Barbe (pierre, XVIe, inscrite le 12 décembre 1994) ; et
l'Ange (bois, doré, 1er quart du XVIIIe ; par Jean-Antoine Laforest - commande passée le 7 juillet 1726 pour « 2 anges, sculpter et dorure », classé le 22 septembre 1995) ;
trois tableaux : 
Adoration des Mages (huile sur bois, XVIIe, inscrit le 2 septembre 1996) ;
Jésus guérissant des malades (huile sur toile, XVIIe, inscrit le 12 décembre 1994) ; et
Le Martyre de saint Barthélémy (huile sur toile par Charles-Louis Müller, 2e quart du XIXe - 1838, classé le 22 septembre 1995) ;
neuf meubles : 
un lutrin (bois peint, XVIIe et XIXe, inscrit le 12 décembre 1994) ;
une chaire à prêcher (bois, XVIIIe siècle, inscrite le 12 décembre 1994) ;
un bâton de procession représentant le Saint Sacrement (bois peint, XVIIIe, inscrit le 12 décembre 1994) ;
le confessionnal (bois, 3e quart du XVIIIe, inscrit le 12 décembre 1994) ;
trois crédences, chacune du 1er quart du XVIIIe et classées le 22 septembre 1995, dont 1) l'une en bois doré et peint, dessus en marbre (cassé), avec un fond en bois et un socle chantourné, attribuée à Jean-Antoine Laforest, sculpteur à Auxerre, qui aurait eu la commande en 1727 ; 2) une en bois doré, sans fond, posée sur un socle en bois carré, et 3) une en bois doré, sans fond, avec un socle chantourné, également attribuée à Jean-Antoine Laforest, vers 1727 ;
un  tabernacle (bois peint et doré, Jean-Antoine Laforest, 1er quart du XVIIIe, 7 juillet 1726, « marché à Jean-Antoine Laforest, pour le tabernacle posé sur le maître-autel, pour 180 livres ») ; et
une monstrance : Les Pèlerins d'Emmaüs (1er quart du XVIIIe).